# بخش مرکزی امانسی
بخش مرکزی امانسی (به لاتین: Amansie Central District) یک منطقهٔ مسکونی در غنا است که در Jacobu واقع شده‌است.

## خصوصیات
بخش مرکزی امانسی ۷۱۰ کیلومترمربع مساحت و — نفر جمعیت دارد.